# Andrew Carnegie
Pour les articles homonymes, voir Carnegie.
Andrew Carnegie, né le 25 novembre 1835 à Dunfermline en Écosse (Royaume-Uni) et mort le 11 août 1919 à Lenox (dans sa propriété de Shadow Brook) dans le Massachusetts (États-Unis) d'une pneumonie, est un industriel et philanthrope écossais naturalisé américain. Il est l'un des principaux acteurs de l’essor de l’industrie de l'acier aux États-Unis à la fin du XIXe siècle.

## Biographie
Andrew Carnegie est premier fils de l'union de Margaret et William Carnegie. Son père participe au chartisme, mouvement social dont le but est d'améliorer les conditions de vie des ouvriers en Grande-Bretagne.
Alors que le commerce de son père périclite, sa famille émigre aux États-Unis en 1848 et, alors qu'il a treize ans, Andrew Carnegie emménage à Allegheny en Pennsylvanie.
Après avoir commencé dans l'industrie textile comme simple ouvrier, il décida de s'éduquer en allant lire des livres dans les bibliothèques proches de sa maison.
Il crée par la suite l'une des plus importantes aciéries américaines à Pittsburgh, entre la guerre de Sécession et le début du XXe siècle.
Le succès de sa société, Carnegie Steel Company (en), est essentiellement lié à sa capacité de produire en grande quantité et à bas prix des rails de chemin de fer, dont la demande est forte à cette époque. Il fonde notamment en 1865 la Keystone Bridge Company (en) qui est à l'origine du pont Eads. Il participe également à la fabrication de matériel ferroviaire avec la Pittsburgh Locomotive and Car Works (en).
Son succès dans l'acier est cependant entaché par l'inondation de Johnstown de 1889 et la grève de Homestead en 1892.
En 1901, pour la somme de 480 millions de dollars, il vend ses propriétés industrielles à un groupe de financiers mené par J. P. Morgan, ce qui constitue à l'époque un record pour une cession commerciale. Il est surnommé « l'homme le plus riche du monde » et devient l'incarnation du rêve américain.

### Philanthropie

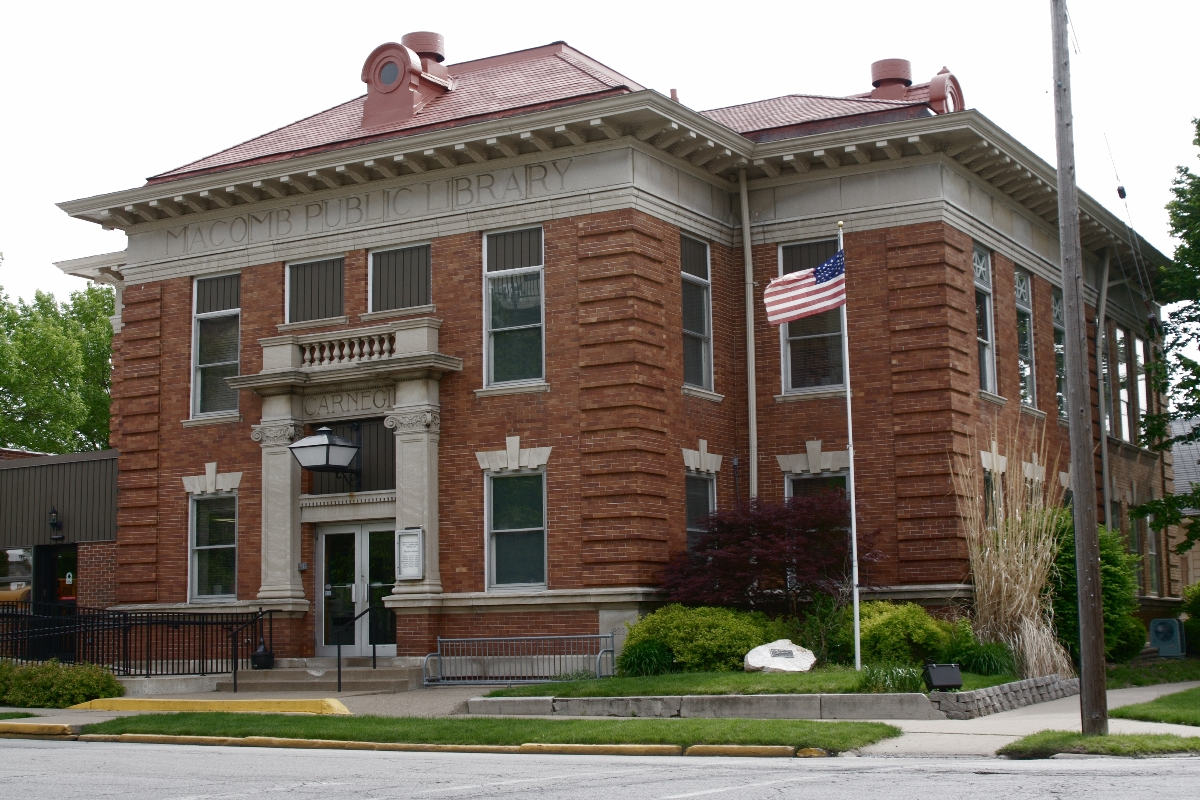
Bibliothèque Carnegie à Macomb (Illinois).

On se souvient surtout d'Andrew Carnegie en tant que bienfaiteur et philanthrope. Il est devenu un philanthrope de premier plan aux États-Unis, au Royaume-Uni et dans l'Empire britannique. Au cours des dix-huit dernières années de sa vie, il a fait don d'environ 350 millions de dollars (10,9 milliards de dollars en 2023), soit près de 90 % de sa fortune, à des œuvres caritatives, des fondations et des universités,. Les derniers 30 millions de sa fortune restant à sa mort sont légués à diverses œuvres de charité. Son article de 1889 proclamant « L'Évangile de la richesse » appelait les riches à utiliser leur fortune pour améliorer la société, exprimait son soutien à une fiscalité progressive, à un impôt sur les successions et stimulait une vague de philanthropie.
Il a créé aux États-Unis environ 2 500 bibliothèques publiques gratuites portant son nom, les Carnegie Libraries. Il a aussi financé 65 bibliothèques annexes dans la ville de New York et aidé des institutions culturelles, des églises et des parcs publics.
Il fait construire la célèbre salle de spectacle Carnegie Hall à New York, inaugurée en 1891.
En 1891 également, le California Institute of Technology a été créé grâce à des fonds mis par Andrew Carnegie à la disposition de l'astronome George Ellery Hale.
En 1896, il a créé le Carnegie Museum of Art de Pittsburgh, en Pennsylvanie. De 1899 à 1902, il est le président de la Saint Andrew's Society of the State of New York.
Il construit en 1900 les Carnegie Technical Schools, rebaptisées en 1912 Carnegie Institute of Technology, et depuis 1967 l'université Carnegie-Mellon. Celle-ci est destinée à apporter un enseignement technique de qualité aux enfants de travailleurs dépourvus de ressources.
En 1902, il finance la construction du lac Carnegie (New Jersey) pour les besoins de l'équipe d'aviron de l'université de Princeton à l'instigation d'Howard Russell Butler.
Il fonde en 1910 la Fondation Carnegie pour la paix internationale, qui se définit aujourd'hui comme un think tank global.
En 1918, il crée The Carnegie Foundation for the Advancement of Teaching, un fonds de pension pour les chercheurs et professeurs, aujourd'hui TIAA-CREF, une organisation reconnue d'utilité publique aux États-Unis.
En France, la donation Carnegie a permis la construction de la bibliothèque de Reims, inaugurée en 1928, de style art déco. Elle a également doté de 150 000 dollars la reconstruction des bâtiments publics de Fargniers dans l'Aisne (aujourd'hui commune associée à Tergnier), classés au titre des monuments historiques en 1998.

## Idéologie

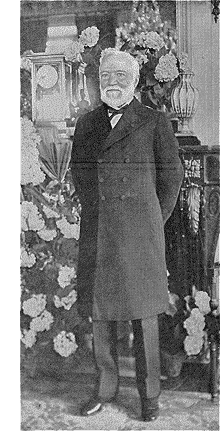
Andrew Carnegie vers 1913.

Andrew Carnegie est resté célèbre pour avoir fondé une philosophie de la philanthropie, plus connue sous le nom de « Gospel of Wealth » (littéralement « Évangile de la Richesse »). Sa pensée fut popularisée à travers les États-Unis par la publication d'une série d'essais à caractère autobiographique titrée Wealth, qui parut pour la première fois dans The North American Review en juin 1889. La philosophie du « Gospel of Wealth » d'Andrew Carnegie se caractérise par un mélange d'idées puritaines et de darwinisme social où se dessine une société organisée selon le schéma des classes sociales. En effet, la recherche de l'accumulation du profit doit être ce qui anime le pauvre tandis qu'en haut de la hiérarchie, les hommes de richesse se doivent d'accumuler de l'argent pour en redistribuer les surplus durant leur vie à ceux qui s'aident eux-mêmes.

## Citations
- « J’ai connu des millionnaires manquant cruellement d’une nourriture qui à elle seule peut entretenir tout ce qui est humain dans l’homme, et je connais des travailleurs, et nombre de ceux qu’on appelle pauvres, qui connaissent des plaisirs inatteignables par ces mêmes millionnaires. C’est l’esprit qui enrichit le corps. »
- « Il n’est pas de catégorie sociale plus misérable que celle qui possède uniquement l’argent. L’argent ne peut être qu'une bête de somme au service de quelque chose qui le dépasse infiniment. Élevé à un rang plus important, comme il l’est parfois, l’argent reste pourtant le Caliban qui ne peut quitter son rôle bestial. Mes aspirations me portent plus haut. »
- « Puissé-je avoir contribué à l’enrichissement et aux joies de l’esprit, à tout ce qui apporte aux vies des laborieux de Pittsburgh un peu de douceur et de lumière. C’est pour moi le meilleur usage que l’on puisse faire de la richesse. »
- « La question de notre époque est la répartition adéquate des fortunes afin que les liens de fraternité puissent continuer à maintenir ensemble les riches et les pauvres en relations harmonieuses. » ( L’Évangile de la Richesse, A. Carnegie, 1889 )
- « Presque jamais personne n'a conservé une fortune faite en spéculant. »
- « Toute vie qui n'a pour but que de ramasser de l'argent est une piètre vie. »
- « Tout homme qui meurt riche meurt déshonoré. »
- « Le travail d'équipe permet à des personnes ordinaires de faire des choses extraordinaires. »
- « Ma définition du succès est la suivante : le pouvoir qui permet d'acquérir ce que l'on attend de la vie sans violer les droits des autres. »
- « Tout homme qui acquiert la capacité de prendre pleine possession de son propre esprit peut prendre possession de tout ce à quoi il estime avoir droit »

## Fortune
La fortune personnelle de Carnegie était colossale. D'après le blog financier Celebrity Networth, il serait le quatrième homme le plus riche de tous les temps.

## Télévision
Andrew Carnegie fait partie des grands magnats de l'Amérique traités dans le cadre de l'émission Secrets d'histoire, intitulée Gatsby et les Magnifiques, diffusée le 1er octobre 2013 sur France 2.

## Distinctions
Il a obtenu plusieurs doctorats honoris causa :
- Université Queen's en 1906[15]
- Université nationale autonome du Mexique en 1910